# みといせい子
みといせい子（みとい せいこ、本名・水戸井清子（読み同じ）、1949年5月20日 - ）は広島県広島市出身の元歌手、芸能リポーターである。旧芸名・水戸井清子、泉のり子。血液型B型。

## 人物
兄がいる。15歳の時に日本コロムビアのオーディションに合格し、17歳の時に単身上京。精華学園女子高等学校（現・東海大学付属市原望洋高等学校）卒業。
1967年11月1日、水戸井清子として二葉あき子作曲の「おねがい」で日本コロムビアより歌手デビューし、シングル2枚をリリース。
1971年に泉のり子に改名し、東宝レコードより「別れの部屋」で再デビュー。
その後はみといせい子に改名し、芸能リポーターとして活動。
1977年当時、趣味は水彩画、日本舞踊、アイススケートと紹介されていた。

## 出演番組
情報・ワイドショー番組
| 期間       | 期間      | 番組名                                 | 役職                               |
| ---------- | --------- | -------------------------------------- | ---------------------------------- |
| 1980年代   | 1992年7月 | 3時にあいましょう（TBSテレビ）         | 芸能リポーター                     |
| 1992年8月  | 1996年9月 | モーニングEye（TBSテレビ）             | 芸能リポーター                     |
| 1996年10月 | 2011年3月 | スーパーモーニング（テレビ朝日）       | 月・火曜日芸能コメンテーター       |
| 2001年10月 | 2016年3月 | おはようコールABC（ABCテレビ）         | 水・木曜日芸能リポーター           |
| 2002年7月  | 2010年9月 | やじうまプラス（テレビ朝日）           | コメンテーター                     |
| 2004年10月 | 2009年3月 | ムーブ!（ABCテレビ）                   | 水曜日芸能コメンテーター           |
| 2011年4月  | 2015年9月 | モーニングバード（テレビ朝日）         | リポーター                         |
| 2015年10月 | 現在      | 羽鳥慎一モーニングショー（テレビ朝日） | リポーター ※芸能人の訃報などで出演 |

その他
- 新春ドラマSP 味いちもんめ（2011年1月8日、テレビ朝日）リポーター役

## ディスコグラフィー

### シングル
水戸井清子名義
- おねがい/あまい夜（1967年12月、SAS-990、日本コロムビア）
- 本気で言えるの/あなたとなら（1968年7月、SAS-1120、日本コロムビア）

泉のり子名義
- 別れの部屋/あれから一年たちました（1971年12月1日、AS-1093、東宝）